# 三重県道624号千草赤水線
三重県道624号千草赤水線（みえけんどう624ごう ちくさあこずせん）は、三重県三重郡菰野町から四日市市に至る一般県道である。

## 概要
三重郡菰野町大字千草から四日市市赤水町に至る。

### 路線データ
- 起点：三重郡菰野町大字千草（字沖見野3927-1番地先[2] ：菰野町消防本部前交差点、国道306号交点）
- 終点：四日市市赤水町（字小兵山1000-1番地先[2]：黒橋南詰交差点、三重県道616号田光四日市線交点）
- 総延長：4,918 m

## 歴史
- 1959年（昭和34年）1月25日 - 路線認定[1]。

## 地理

### 通過する自治体
- 三重県
  - 三重郡菰野町 - 四日市市

### 交差する道路
| 交差する道路                                 | 市町村名 | 市町村名 | 交差する場所             | 交差する場所                  |
| -------------------------------------------- | -------- | -------- | ------------------------ | ----------------------------- |
| 国道306号 / 巡見街道                         | 三重郡   | 菰野町   | 大字千草                 | 菰野町消防本部前交差点 / 起点 |
| 三重県道620号平津菰野線                      | 三重郡   | 菰野町   | 大字潤田                 |                               |
| 国道477号 / 四日市インターアクセス道路       | 三重郡   | 菰野町   | 大字潤田                 | [ 注釈 1 ]                    |
| 国道477号 / 四日市インターアクセス道路       | 三重郡   | 菰野町   | 大字大強原（おおごはら） | [ 注釈 2 ]                    |
| 三重県道140号四日市菰野大安線 / ミルクロード | 三重郡   | 菰野町   | 大字大強原               | 上村橋北詰交差点              |
| 国道477号 / 四日市インターアクセス道路       | 三重郡   | 菰野町   | 大字吉澤                 | 吉澤インター交差点            |
| 三重県道14号菰野東員線                       | 三重郡   | 菰野町   | 大字吉澤                 | 八反田橋南詰交差点            |
| 三重県道625号上海老高角線                    | 四日市市 | 四日市市 | 赤水町                   | 赤水町交差点                  |
| 三重県道616号田光四日市線                    | 四日市市 | 四日市市 | 赤水町                   | 黒橋南詰交差点 / 終点         |

### 沿線
本線は起点から終点までほぼ一直線である。
- 菰野消防署
- 竹谷川
- 四日市市立県小学校